# Majar (priimek)
Majar je priimek več znanih Slovencev:
- Matija Majar (1809–1892), rimskokatoliški duhovnik, etnolog in narodni buditelj
- Valentin Majar (1851–1938), frančiškan, duhovnik in nabožni pisatelj